# Harpullia hillii
Harpullia hillii är en kinesträdsväxtart som beskrevs av Ferdinand von Mueller. Harpullia hillii ingår i släktet Harpullia och familjen kinesträdsväxter. Inga underarter finns listade i Catalogue of Life.